# Kalotípia

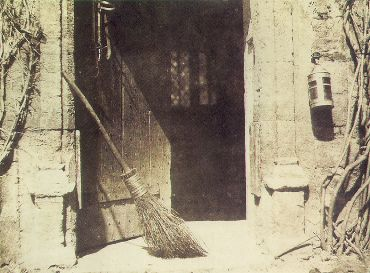
William Fox Talbot: Nyitott ajtó (1844)

A kalotípia vagy talbotípia egy fotográfiában használt pozitív illetve negatív képrögzítési eljárás megnevezése.

## Története
1834-ben kezdte el a kísérleteket, William Henry Fox Talbot és 1839. január 25-én jelentette be első találmányát a Photogenic Drawingot a Royal Societynek írott levelében, ez egy ezüst-klorid érzékenyítésű kimásolópapír volt, a sópapír, amit aztán a későbbiekben a kalotípia pozitív anyagaként használt. Felvételi anyagnak eléggé érzéketlen volt, így például portrékészítésre a hosszú expozíciós idő miatt nem volt túlzottan alkalmas. Az általa kalotípiának nevezett negatív-pozitív eljárásával viszont csupán 1841-ben készült el és mivel nem sikerült anyagi támogatást szereznie (mint ahogy például Daguerrenek a francia államtól) szabadalmaztatta. A szabadalom Angliában, Walesben (de Skóciában például nem) Franciaországban és Amerikában volt bejegyezve. Magyarországon nem volt ilyen felhasználási korlátozás. Eljárását iránta való tiszteletből talbotípiának is nevezik.

## Pozitív eljárásként

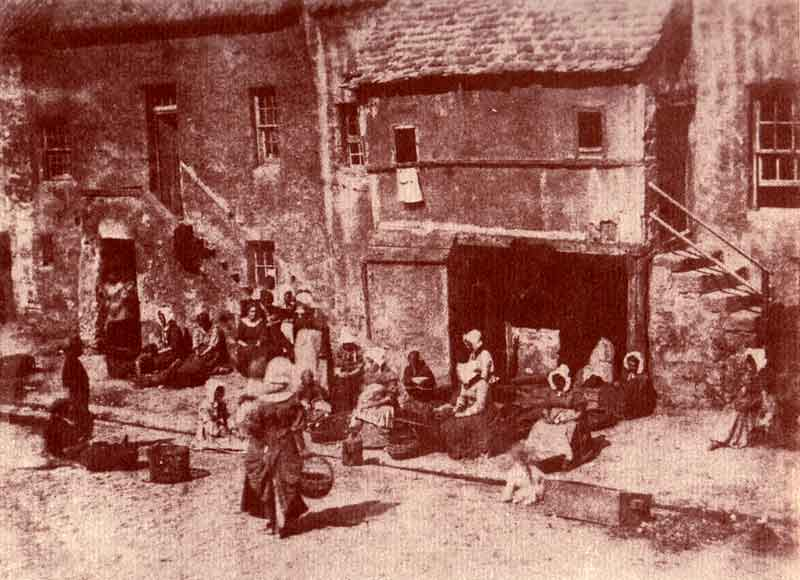
Várakozó halászfeleségek St. Andrewsban, Hill

A pozitív eljárások közül egyike a legritkábbaknak és legértékesebbeknek. Amennyiben a talbotíp negatívval együtt marad meg, értéke többszöröződik. Az első negatív-pozitív eljárás, a ma használt legtöbb fotográfiai eljárás őse. Klórezüst kimásolópapír. Ránézetre általában matt, tónusa a téglavöröstől a barnán keresztül a bíbor-feketéig terjed, vékony papírhordozón található, a kép és hordozó azonos felületű, a képes oldal és a papír hátulja hasonlóak egymáshoz, a papírhordozó viszonylag vékony, kötőanyaga nincs.
1841–1857 között volt általánosan elterjedt, a kor fotográfusai előszeretettel használták, mivel a fényképezés első évtizedében gyakorlatilag ez volt az egyetlen eljárás, amely papírképet eredményezett.

### Anyaga
Kötőanyag nélküli ezüst-klorid érzékenyítésű sópapír. A képet ezüst (aranyszínezés esetén az ezüsthöz kötött arany) alkotja. 1847 után vezették be az aranyszínezést, de csak az 1850-es években vált általánossá, a legtöbb, 1850 után készített sópapír biztos, hogy valamilyen módon külön is enyvezett. E művelet célja az volt, hogy a papír felületén egy nagyon vékony réteg képződjön, amely megakadályozza, hogy az érzékenyítő oldat túl mélyre hatoljon a papír rostjai közé, s így rontsa a kép kontrasztosságát. Sokféle enyvező anyagot használtak, például keményítőt, zselatint, kazeint, tejsavót és ír moszatot is. Az enyvezés olyan vékonyan fedte csak a papír felszínét, hogy nem képezett külön réteget, ezért a kép mindig a papír szerkezetét mutatja és matt felületű. A keményítővel enyvezett (starch-sized) papír barnás tónusú képet eredményezett, míg a zselatinnal enyvezett papír inkább vöröses árnyalatot adott.
Mérete általában 4,3 × 6 cm és 30 × 40 cm között mozgott, de nagy ritkán ennél kisebb vagy nagyobb is készülhetett.

## Negatív eljárásként
Szintén William Henry Fox Talbot találmánya, 1840-ből, azonban később Eduard Baldus, majd Louis-Desiré Blanquart-Evrard módosította, tökéletesítette. Az 1850-es évek közepéig volt általánosan elterjedt, hasonlóan pozitív változatához, mára már az egyik legritkábban előforduló negatív, a fennmaradt példányok értéke igen magas.
A talbotíp pozitívval ellentétben kevésbé fakul, mivel az előhívás által létrehozott ezüstszemcsék jóval nagyobbak mint a kimásolópapírban keletkező kolloid finomságú ezüstéi. A kép élességének javítása céljából (a papír rostjainak árnyékát eltüntetendő a másolaton) a negatívot vagy annak egyes részeit viasszal itatták át, ez miután a kép adott részeit valamelyest elszigetelte a levegő károsító gázaitól konzerváló hatással is bírt.

### Anyaga
Jól enyvezett papír és ezüst-jodid. Emulzió és kötőanyag nélküli papírnegatív. Ránézetre vöröses-sötétbarna, néha a bíbor felé hajló, ritkábban sárgás színű, matt felületű, részleteiben vagy egészében gyakran viasszal átitatva, jól ellenáll a halványodásnak. Nagyítóval jól láthatóak a papír rostjai, az ezüstszemcsék, a róla másolt pozitívon jól kivehetőek a papír rostjai okozta életlenségek.
Mérete: leggyakrabban 10,1 × 12,7 cm-es képek születtek ilyen eljárással.